# F.A. Ludewig
Frank A. Ludewig (Beverwijk, 22 oktober 1863 - Grand Rapids (Michigan), 16 september 1940), begraven op de Pilgrim Home Cemetery, Holland, Michigan, was een Nederlands architect.
Ludewig studeerde architectuur aan het Polytechnisch Instituut Delft. Na het behalen van het eindexamen ging hij werken op het architectenbureau van P.J.H. Cuypers. In deze tijd hield hij onder meer toezicht op de bouw van het Beursgebouw in Amsterdam.
Hij raakte daar bevriend met de architect Jac. van Gils (1869-1919) en huwde in juli 1896 diens zuster Dorothea van Gils. Uit dit huwelijk zijn 2 kinderen geboren, James W. Ludewig en Frank M. Ludewig.
In 1902 werd hij zelfstandig architect te Arnhem. Na 2 jaar verhuisde hij naar Nijmegen waar hij talrijke huizen ontwierp, waaronder huidig rijksmonument Berg en Dalseweg 146-148. In deze tijd raakte hij geïnteresseerd in het restaureren van gebouwen. Dat leidde ertoe dat hij opdracht kreeg om het in 1906 door brand verwoestte kasteel van Wijchen te restaureren met behulp van de originele bouwplannen uit de 17e eeuw. Deze restauratie werd alom geprezen in de publiciteit. Zijn grote liefde was echter het ontwerpen van kerkgebouwen.
Daar er in Nederland te weinig emplooi was voor deze gebouwen besloot hij in 1912 te emigreren naar de Verenigde Staten van Amerika. Zijn doel werd de nieuwe Nederlandse nederzetting Wilhelmina in Missouri nabij Campbell en de grens met Arkansas. In zijn Amerikaanse periode ontwierp en bouwde hij 21 kerken, 11 schoolgebouwen en 10 pastorieën.

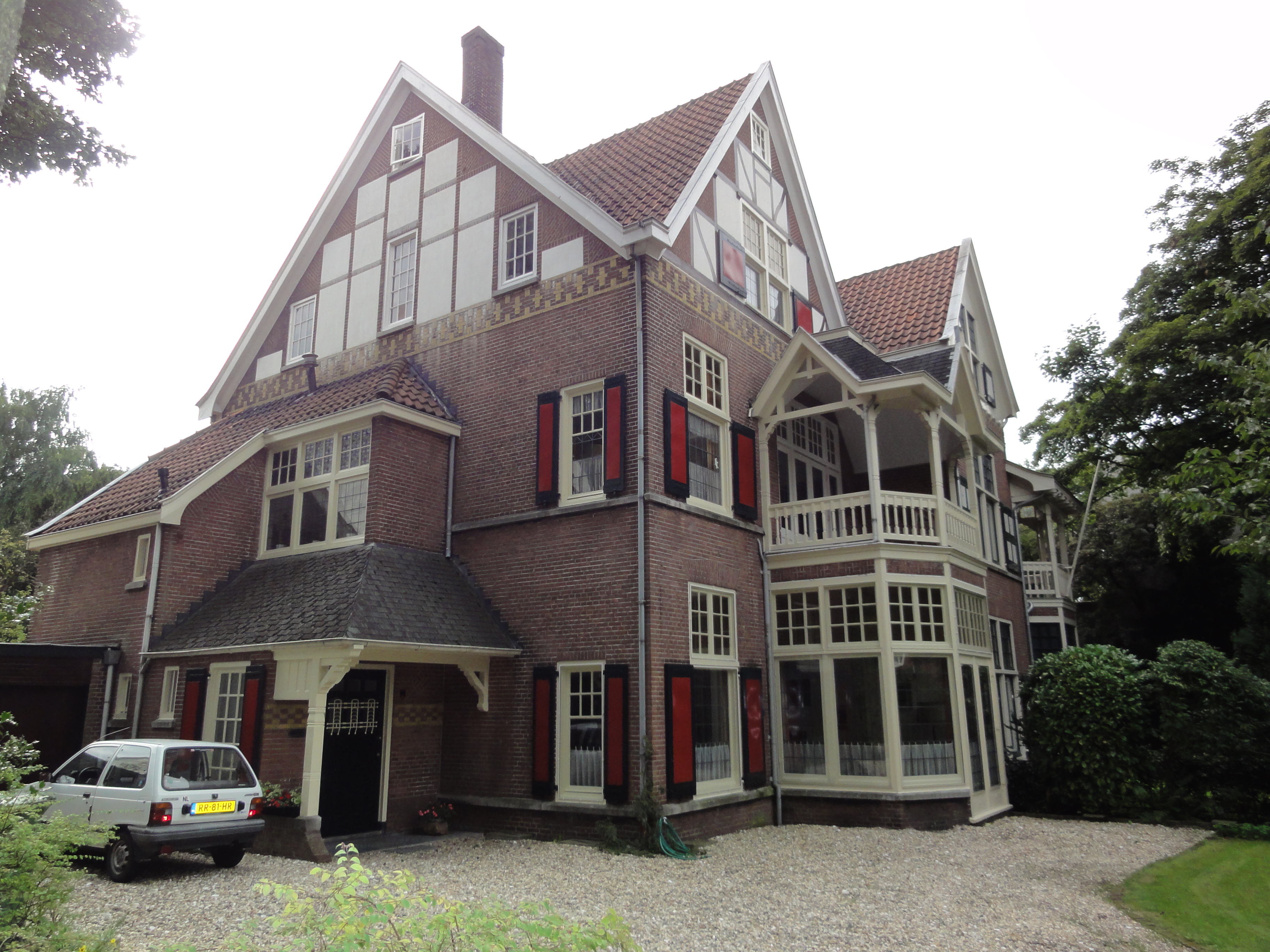
Nijmegen Berg en Dalseweg 146 en 148
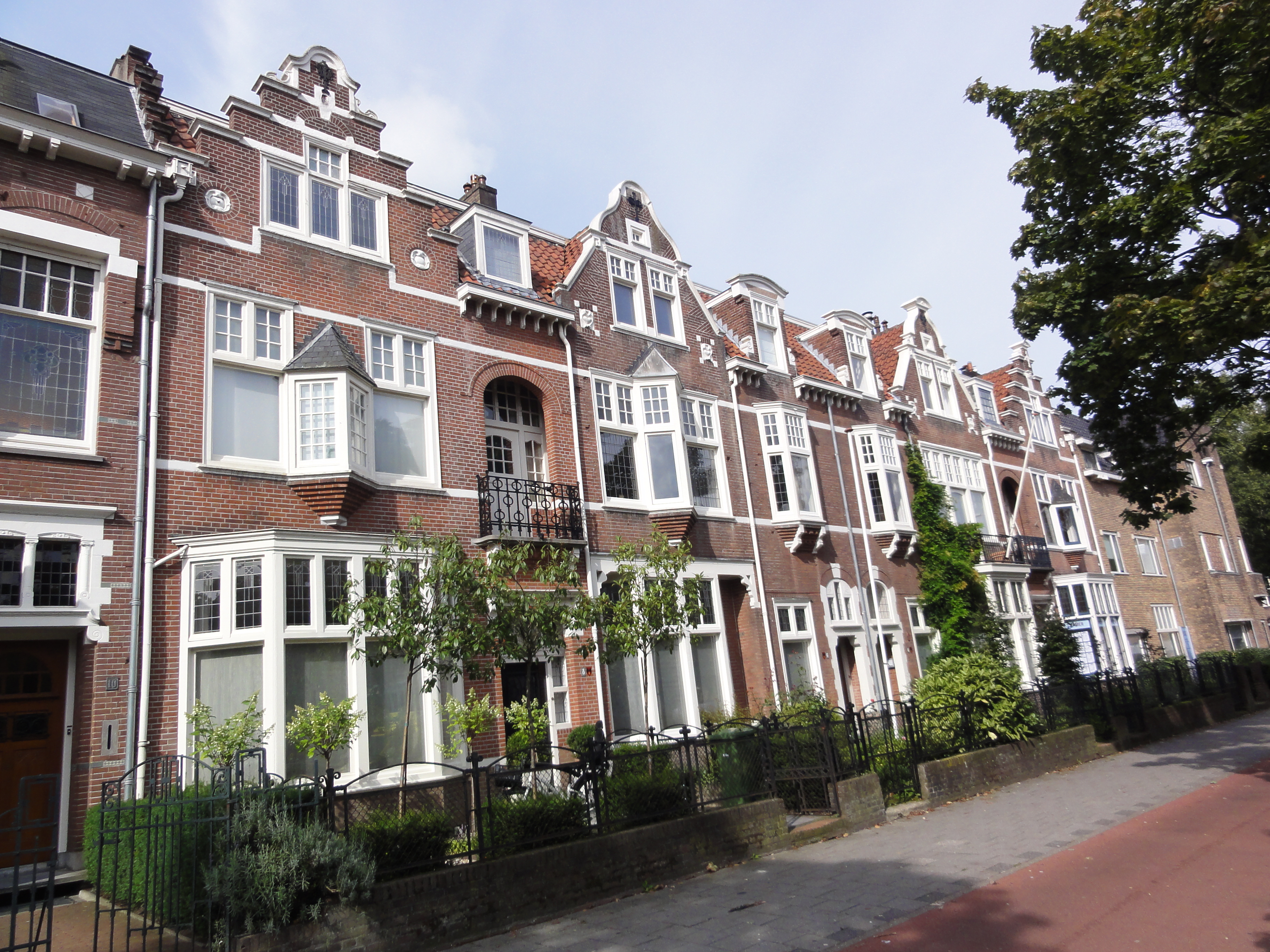
Nijmegen Prins Bernhardstraat 2 t/m 8
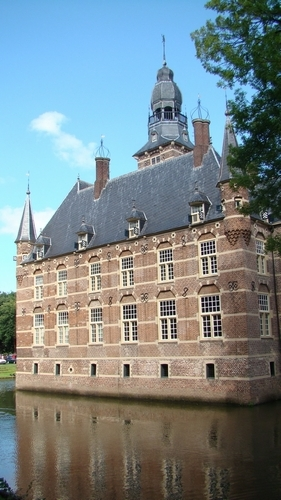
Kasteel Wijchen (2008)
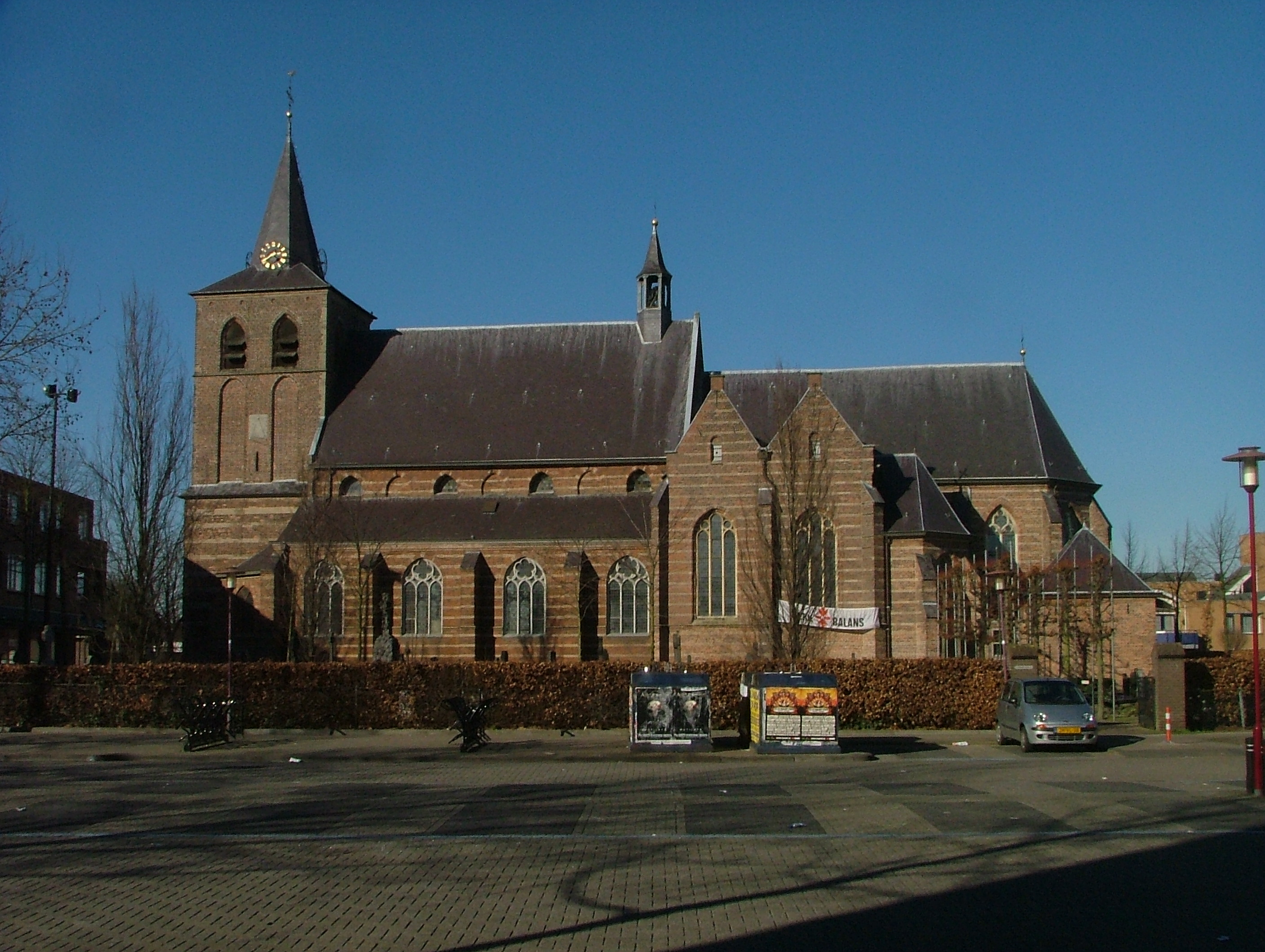
Sint Lambertuskerk Rosmalen (2008)